# 256699 Poudai
256699 Poudai este un asteroid din centura principală de asteroizi.

## Descriere
256699 Poudai este un asteroid din centura principală de asteroizi. A fost descoperit pe 7 ianuarie 2008 la Observatorul Lulin de Ye Quan-Zhi și Hong Qin Lin. Asteroidul prezintă o orbită caracterizată de o semiaxă mare de 2,58 ua, o excentricitate de 0,07 și o înclinație de 8,8° în raport cu ecliptica.